# Galerie nationale d'art Zachęta
La galerie nationale d’art Zachęta est une institution d'art située Ulica Królewska, dans l'arrondissement de Śródmieście à Varsovie.
Le mot « zachęta » signifie en polonais « encouragement », et fait référence à la Société d'encouragement des beaux-arts (Towarzystwo Zachęty Sztuk Pięknych w Królestwie Polskim), fondée en 1860 à Varsovie.

## Collections

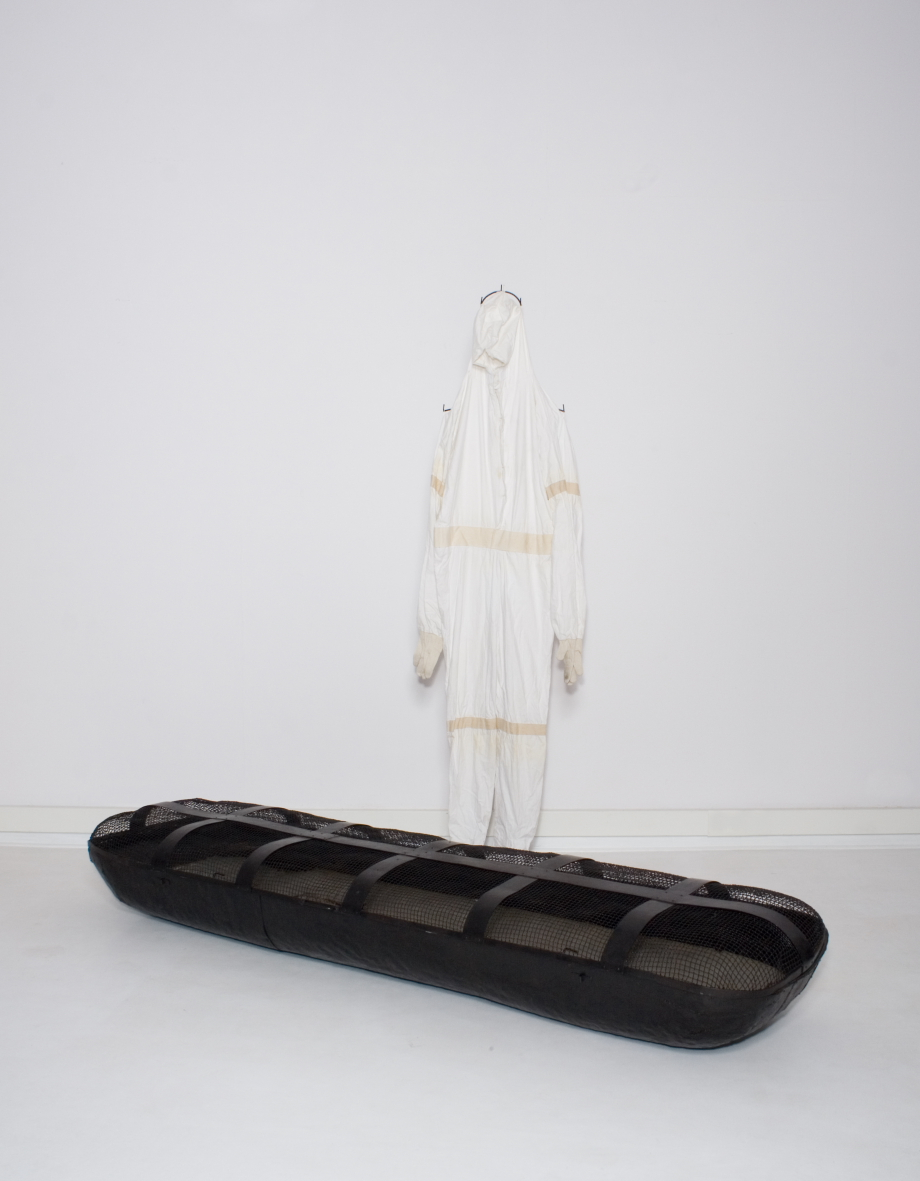
Paweł Althamer, Łódź et scaphandre.
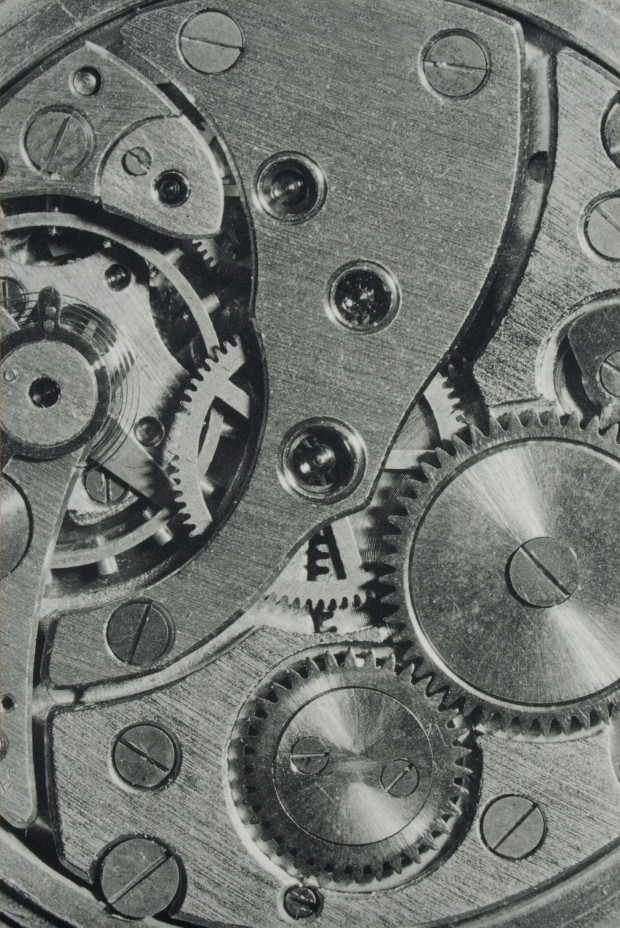
Zbigniew Dłubak, Conseil pédagogique I /1-4/.
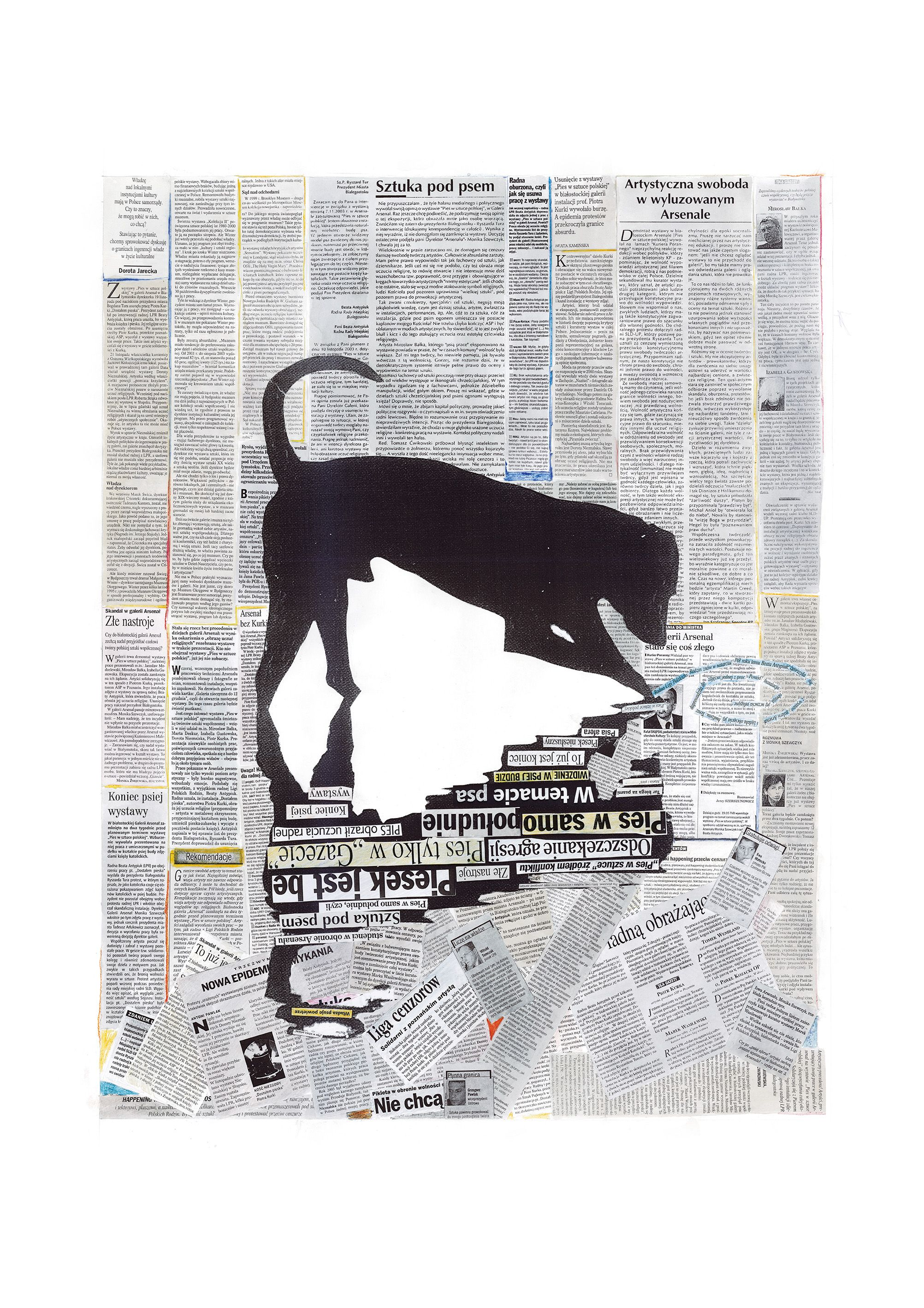
Goshka Macuga, Le Chien.
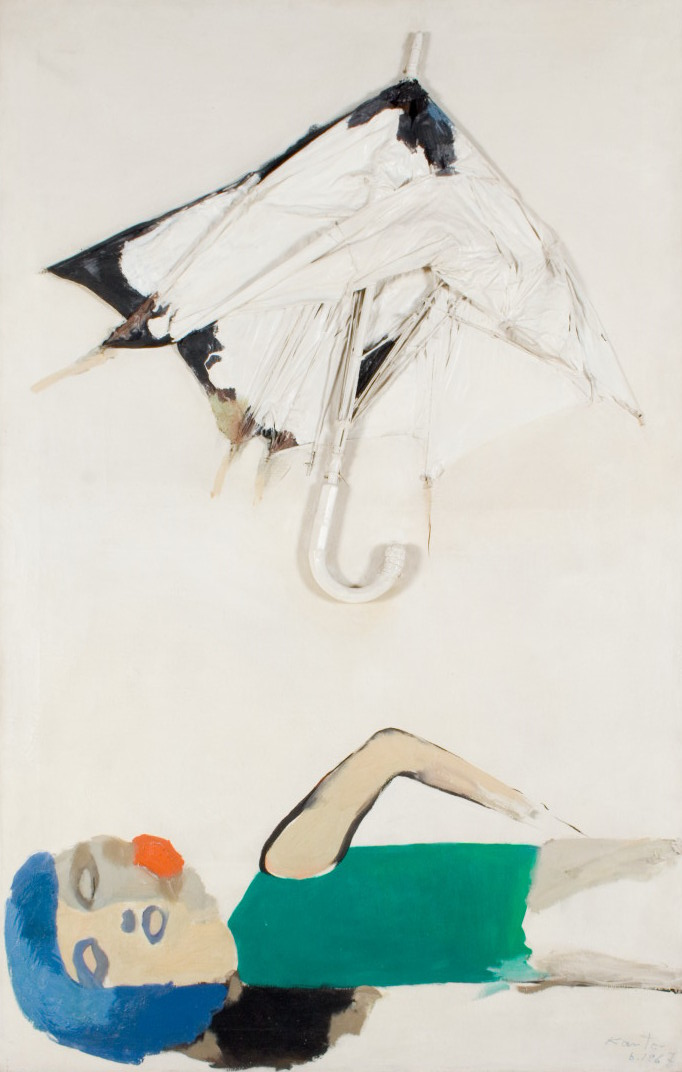
Tadeusz Kantor, Un parasol et une femme.
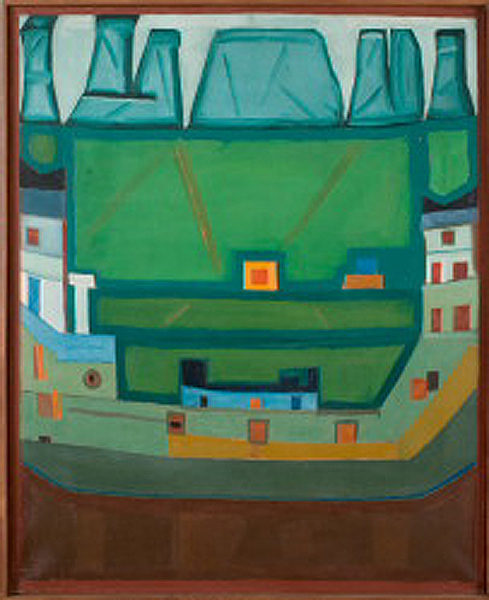
Jerzy Nowosielski. Une ville au pied des montagnes.
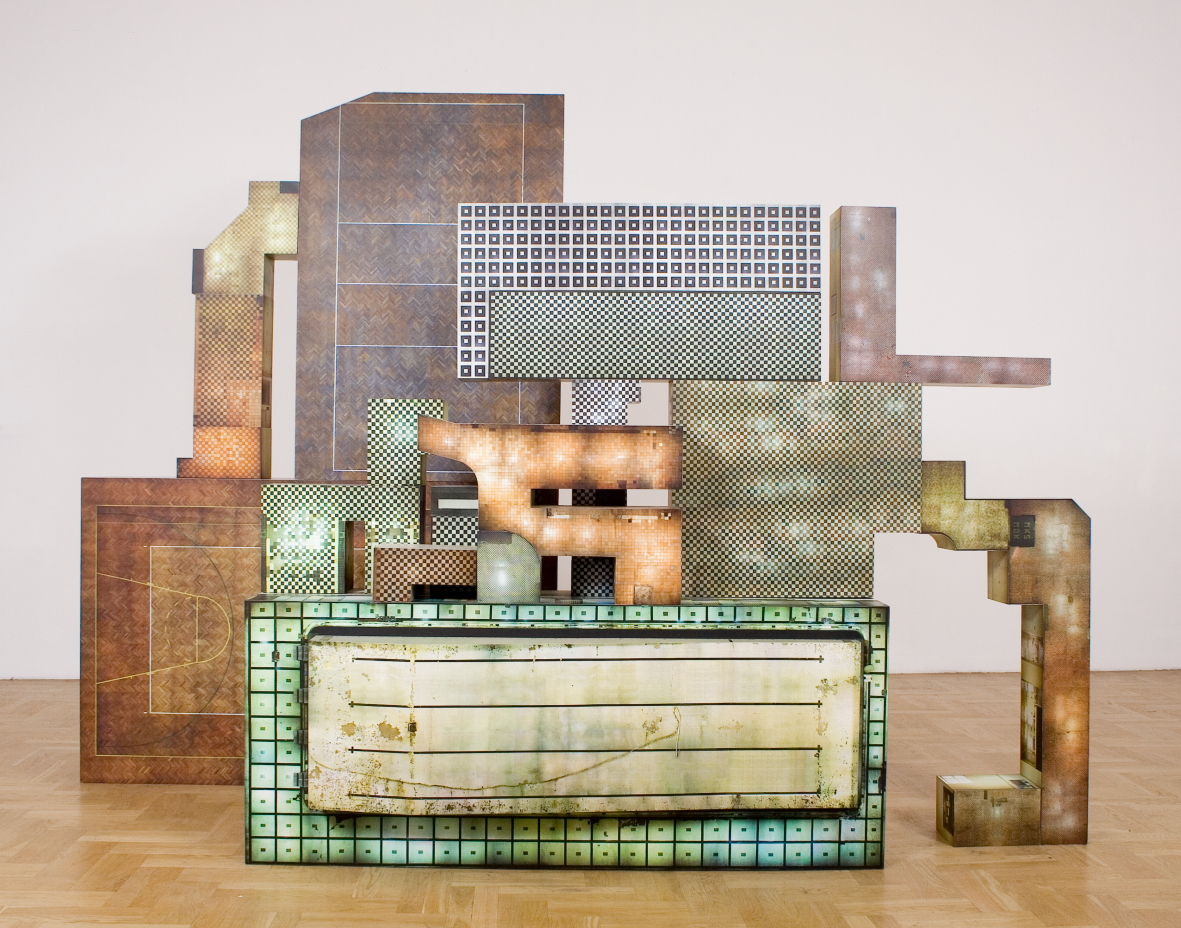
Aneta Grzeszykowska, YMCA.
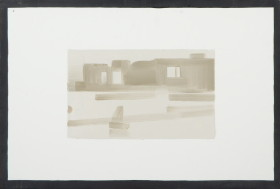
Rafał Bujnowski, Une peinture de La Mère de Whistler.

## Direction
De 2010 à 2021 : Hanna Wróblewska.